# الانکنت
الانکنت (به لاتین: Alankent) یک منطقهٔ مسکونی در ترکیه است که در استان اردو واقع شده‌است.

## خصوصیات
الانکنت ۵٬۰۸۰ نفر جمعیت دارد و ۸۱۵ متر بالاتر از سطح دریا واقع شده‌است.